# Bhudžapídásana

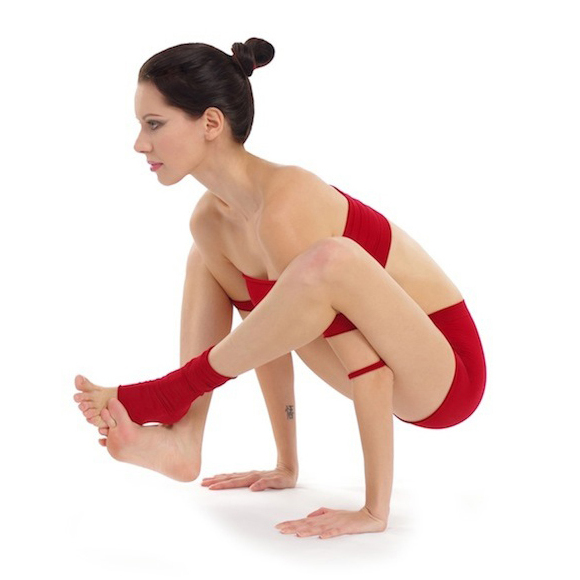
Bhudžapísásana

Bhudžapídásana (भरद्वाजासन) neboli kobra je ásana.

## Etymologie
V Sanskritu bhudža (भुज) je paže nebo rameno, pída (पीडा) je tlak a ásana (आसन) znamená pozice nebo posed.

## Popis
1. Postoj rozkročný, chodidla dostatečně daleko od sebe pro podsunutínadloktí pod stehna, prsty u rukou roztažené, prostředníčky směřují dopředu, dlaně jsou na šíři podložky od sebe.
2. Postupně jdou boky dolů do polohy, kde se stehna o nadloktí opírají, ruce zpevněné a stabilní.
3. Uvolnění chodidel od podložky , trup vytahovat dopředu, váha boků a trupu by měla být vyrovnaná, přenášení váhu na ruce, chodidla úplně zvednout od podložky, paže jsou skoro propnuté.
4. Proplést kotníky. Lze propnout ruce v loktech. vydržet 3-5 dechů.